# Bratwurst

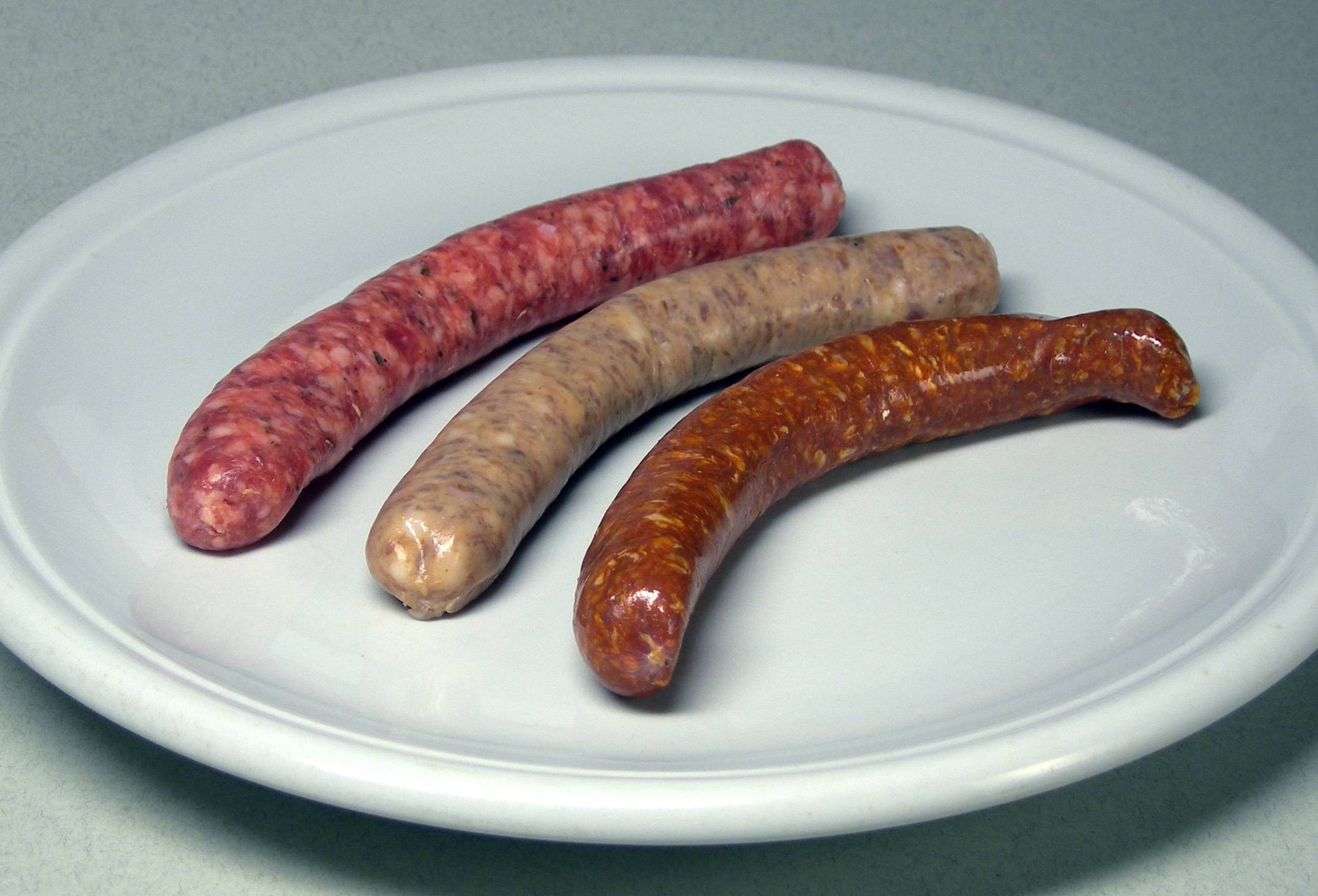
Salsitxa francesa de carn d'ànec (esquerra), salsitxa italiana Bratwurst de carn de porc (centre) i el marroquí merguez de carn de xai (dreta)

El concepte de  Bratwurst  abasta un bon nombre de salsitxes i embotits d'origen alemany. La majoria d'elles s'elabora amb carn de porc i estan embotides en budell natural. Totes elles es poden fregir en una paella o rostir en una graella.

## Nom
La denominació "Bratwurst" no procedeix del verb alemany  braten  (fregir o rostir a la graella), sinó de  Brat  (de l'antic alt alemany Brat), un tipus de carn picada. El terme pot servir per denominar diferents tipus de salsitxes, incloent la Dosenwurst (salsitxes envasades en llauna). Les Bratwurst fregides o fetes a la graella es poden anomenar Rostbratwurst, Roster, Grillwurst o Grille per distingir millor.

## Especialitats regionals
A les comarques de Franconia i Turíngia, la Bratwurst té una forta tradició i en aquestes zones es considera un plat molt especial. La majoria de la carn emprada és de porc i en alguns casos se sol dur a terme una minuciosa selecció de carns per a l'elaboració de la Bratwurst. Les salsitxes crues s'han de menjar a tot tardar un dia després d'haver-se produït. En alguns casos s'elaboren amb carn de vedella, però les lleis alemanyes sobre alimentació exigeixen que no ha de sobrepassar el 50% del seu pes. La ciutat de Sant Gal (Suïssa) és molt coneguda per tenir com a especialitat unes salsitxes Bratwurst de vedella, la fama fa que sigui coneguda a la comarca amb el sobrenom de "ciutat-Bratwurst".
Les salsitxes Bratwurst se solen acompanyar en un plat amb Sauerkraut (xucrut) o amb kartoffelsalat (amanida de patates), en els llocs del carrer s'afegeix al plat un panet (Brötchen). Se solen prendre, depenent del gust del comensal, amb mostassa ( sinf ), kétchup o pasta de raves picants. Una altra especialitat són les denominades  Saurer  o  Blauen Zipfel , que estan cuites dins d'un brou de vinagre i ceba.

## Tipus de Bratwurst

### Thüringer Rostbratwurst

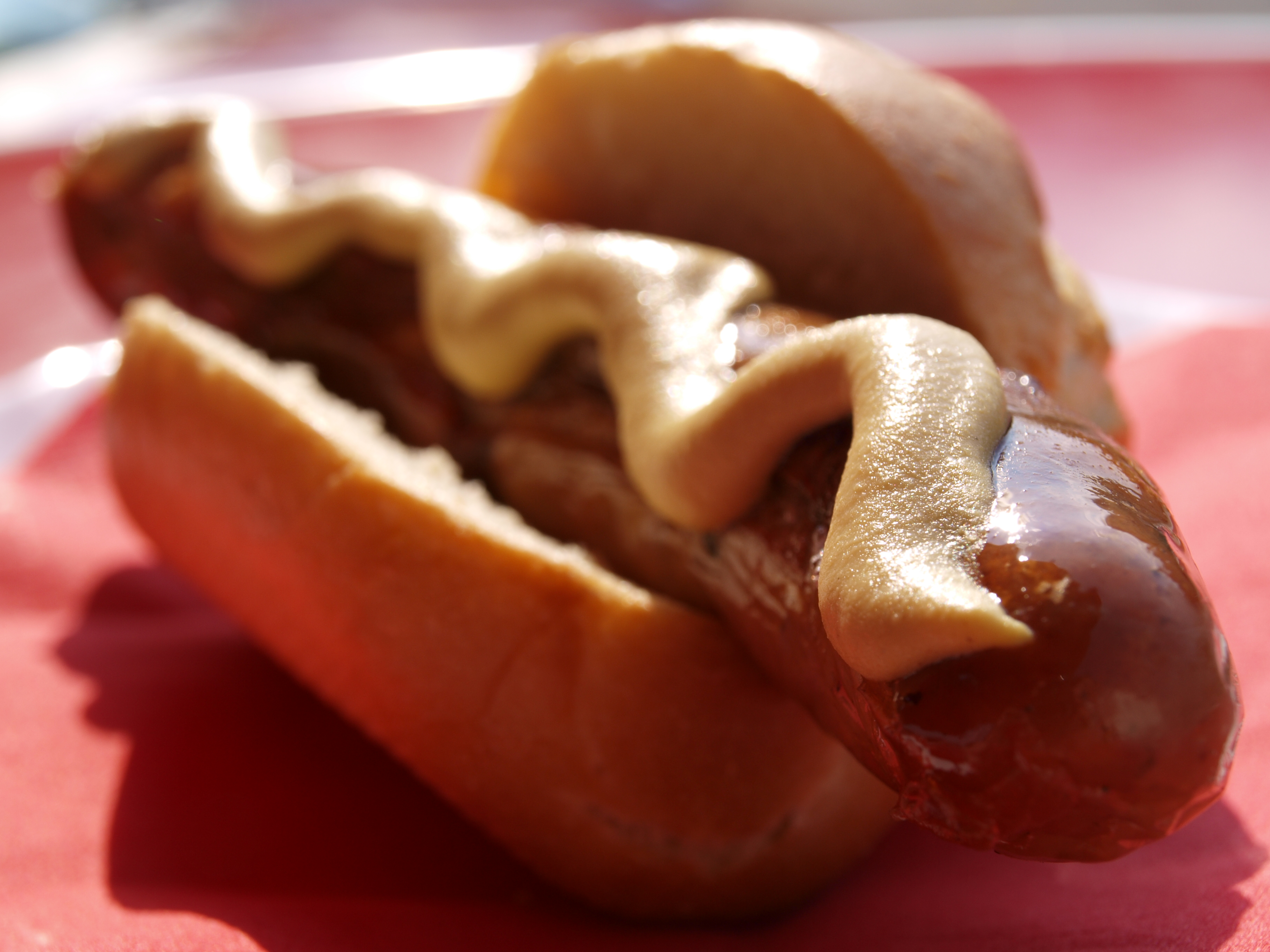
Thüringer Rostbratwurst

Aquesta salsitxa provinent de la comarca d'Erfurt (Turíngia) és una de les més delicioses, encara que la seva composició és un secret. Se sap que està composta de carn picada de porc i diverses espècies, entre elles el comí i marduix. La primera vegada que es nomena aquesta salsitxa és en el compte d'un carnisser que data del 22 de maig de 1404, que reflecteix la compra d'un convent de monges.
La salsitxa  Thüringer Bratwurst  és regulada per les lleis de la Unió Europea des del 6 de gener de 2004: només es pot anomenar així una salsitxa que mesuri entre 15 i 20 cm i estigui embotida en un budell natural, ja sigui crua o bullida, i amb una quantitat determinada de condiments. Es prepara rostida sobre una graella prèviament coberta d'abundant cansalada i se serveix sobre un plat de fusta.
Es comercialitzen a Europa, a les botigues de vegetarians, versions d'aquesta salsitxa elaborades amb seitan.

### Nürnberger Rostbratwurst
Es disputa amb la  Thüringer Rostbratwurst  l'antiguitat de 600 anys. La  Nürnberger Bratwurst  és la salsitxa de la ciutat de Nuremberg, que es pot trobar en gairebé tots els llocs de carrer i restaurants de la ciutat. Deu el seu fama de la seva reduïda mida: ha de mesurar entre 7 i 9 cm i pesar de 20 a 25 g.

### Bratwurstargentins
En Argentina és freqüent acompanyar els rostit si graelladas amb allargades salsitxes "criolles" farcides amb carn de porc i vaca i espècies com el pebre vermell, aquestes salsitxes criolles argentines són gairebé idèntiques als Bratwurst de porc alemanys i més als seus derivats italians.

### Bratwurstnord-americans
Hi ha una gran indústria de Bratwurst als Estats Units, sent el major fabricant Johnsonville, amb seu a Wisconsin, estat que té una àmplia població d'origen alemany.